# Горная короткоклювая муравьеловка
Горная короткоклювая муравьеловка (лат. Formicivora serrana) — вид птиц из семейства типичных муравьеловковых. Выделяют три подвида. Один из них, F. s. littoralis, иногда считают отдельным видом.

## Распространение
Эндемики Бразилии (обитают в юго-восточной части страны). В 2011 году орнитологическое исследование выявило, что ареал распространяется значительно (около 200 км) дальше на север, нежели считалось ранее.

## Описание
Длина тела около 12,5 см, масса около 12 г. Самец номинативного подвида в основном тёмно-коричневого цвета, крылья чёрно-коричневые. На крыльях и хвосте белые пятна и полосы, а широкая белая «бровь» очень яркая. Эта полоса для бровей значительно уже у подвида F. s. interposita и отсутствует у подвида F. s. littoralis. У самки имеется чёрная маска, у нее светлые брюшко и грудь с лёгким красновато-коричневым оттенком.

## Биология
Рацион состоит в основном из членистоногих. Пищу ищут обычно в парах.

## Охранный статус
МСОП присвоил виду охранный статус LC.